# Лаевский, Олег Петрович
Олег Петрович Лаевский (укр. Олег Петрович Лаєвський) (12 декабря 1921 — 17 октября 2013) — советский футболист, вратарь клуба «Динамо» Киев.
Более двадцати лет работал заместителем директора большого спорткомплекса, судил матчи республиканского масштаба, был одним из организаторов детских соревнований «Кожаный мяч». Был членом Федерации Футбола Украины.

## Биография
Родился в 1921 году. Закончил в Киеве польскую школу на Подоле.
Молодой голкипер должен был защищать ворота киевского «Динамо» 22 июня 1941 года в матче с московским ЦДКА. Тренер Михаил Бутусов определил стартовый состав на этот матч: Лаевский, Глазков, Афанасьев, Махиня, Гребер, Гурский, Онищенко, Матыас, Скоцень, Щегоцкий, Виньковатов. Но встреча не состоялась из-за начала Великой Отечественной войны и Лаевскому так и не удалось сыграть в высшем дивизионе советского футбола — первой группе класса А, как она тогда называлась.
Лаевский вернулся в свой полк, где служил, который начал занимать позиции для обороны Киева. Позже попал в Омское общевойсковое училище, которое закончил в звании лейтенанта (срок обучения составлял шесть месяцев) и остался командиром курсового взвода — готовить новых бойцов.
В июне 1943 года по приказу был направлен в Москву в футбольную команду ЦДКА. Но был зачислен в польскую дивизию, где служил командиром батареи и в 1946 году получил звание майора. Был начальником штаба отдельного 30-го Брянского дивизиона, потом получил звание коменданта дивизиона города Борщи на территории Померании, которая по итогам Потсдамской мирной конференции отошла к полякам. Дослужился до начальника штаба дивизиона. Затем был направлен в Варшаву, где некоторое время работал замначальника отдела кадров Департамента артиллерии Войска Польского.
Из Польши вернулся в Киев с сыном и женой-инвалидом (тоже воевала в Красной Армии, была тяжело ранена, кавалер ордена Боевого Красного Знамени). Работал в киевской футбольной команде ОДО (позже СКА) на должности инструктора по футболу. Лаевский работал почти до девяноста лет и завершил трудовой путь работником детско-юношеской футбольной школы «Смена» на Оболони.

## Награды
- Боевые ордена и медали Польши и СССР.
- Звание «Почётный динамовец»